# Johann Lukas Legrand

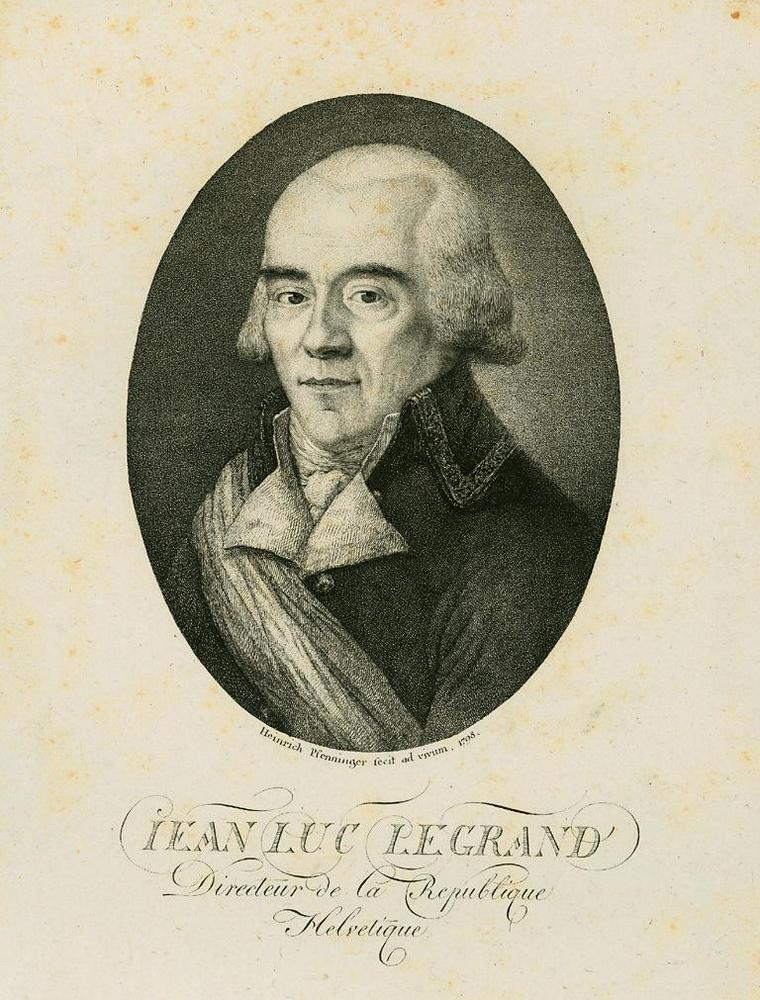
Johann Lukas Legrand (Jean-Luc Legrand)

Johann Lukas Legrand, auch Le Grand (* 30. Mai 1755 in Basel; † 4. Oktober 1836 in Fouday), war ein Schweizer Seidenbandfabrikant und Politiker zur Zeit der Helvetischen Republik.
Die Familie Legrand stammte ursprünglich aus Tournay und floh aus Glaubensgründen nach Basel. Johann Lukas Legrand war zuerst Theologe und Bandfabrikant sowie Zunftmeister zu Hausgenossen, bevor er 1792 das Amt als Basler Landvogt in Riehen antrat. Als Vertreter Basels wurde er wiederholt an die eidgenössische Tagsatzung entsandt. Er setzte sich stark für die Gleichberechtigung von Stadt- und Landbevölkerung in Basel ein und trug massgeblich zum friedlichen Umsturz in Basel 1798 bei. Am 17. April 1798 wurde er ins Direktorium der Helvetischen Republik gewählt und amtierte als dessen provisorischer Präsident. Als Direktor unterstützte er die Projekte von Johann Heinrich Pestalozzi und schützte Johann Caspar Lavater 1799 vor der französischen Verfolgung. Da er nicht mit den radikalen Ideen der Patrioten übereinstimmte, trat Legrand am 30. Januar 1799 zurück und verliess die Politik. Er verlegte seine Fabrik von Arlesheim nach St-Morand bei Altkirch in Frankreich. Später lebte er in Fouday und förderte mit Johann Friedrich Oberlin die wirtschaftliche und schulische Entwicklung des rückständigen Steintals in den Vogesen. Sein Nachlass befindet sich im Staatsarchiv des Kantons Basel-Stadt.